# Cratilla lineata
Cratilla lineata – gatunek ważki z rodziny ważkowatych (Libellulidae).